# Gravírování
Gravírování je technologie, která nahrazuje ruční rytí, a tedy lze říci, že vytváří nápis, logo, či ornament odebráním materiálu. Původní rytci pracovali s různě tvarovanými rydly a čakany a nápisy byly zvýrazňovány různými kovy, například cínem, zlatem, stříbrem nebo mědí. Kdysi rytci, kromě nápisů kupříkladu na náhrobní kameny, vytvářeli ornamenty a erby, ozdobné předměty. Později byla práce rytců směrována na výrobu informačních a reklamních tabulí, tiskařských štočků a různých razidel. V těchto oborech nachází uplatnění i moderní gravírování a pomalu tradiční způsoby výroby vytlačuje a nahrazuje.
Gravírování však nachází uplatnění ve všech oborech a firmách se sigma (tj. vytvářejícím rozličné typy popisků, nápisů, symbolů, či ornamentů) pracovištěm.

## Rozdělení gravírovacích strojů
Stroje na gravírování lze rozdělit na manuální (tzv. pantografy) a počítačem řízené plottery (CNC stroje).

### Pantografy
Pantografy jsou manuální stroje, které využívají šablony písma nebo předlohy ornamentu. Mají různé uspořádání ramen, přičemž na jedné straně ramena bývá vodící kolík a straně druhé gravírovací fréza, či jiný nástroj. Soustava ramen umožňuje výsledek zmenšovat nebo zvětšovat, převracet apod. Podmínkou je ale vždy šablona s tvarem, podle níž vedeme vodící kolík. Pokud si nemůžeme šablonu obstarat (například logo naší firmy přirozeně mezi dodávanými šablonami být nemůže), musíme si jí zhotovit ručně, nebo pomocí gravírovacího plotteru.

### Gravírovací plottery
Gravírovací plottery jsou počítačem řízené. Fréza těchto strojů je vedena na základě počítačového návrhu. Jejich výhodou oproti pantografům je obvykle velká tuhost konstrukce a vedení frézy za pomoci krokových motorů, a z toho plynoucí přesnost výrobku. Servomechanismy využívající pro pohyb frézy šnekové převody a kluzná nebo valivá ložiska dosahují obecně nejvyšší přesnosti. U strojů, jejichž pohyblivé části pohání krokový motor přes ozubené řemeny, je přesnost nižší z důvodu velkých sil, vznikajících ve všech osách (horizontální x, y a vertikální z). Přesnost obrobení povrchu je dána také velikostí posunu frézovací hlavy na jeden krok motoru. Posun by neměl přesáhnout 0,05 mm/krok, ale kvalitní stroje disponují i posunem 0,01 mm/krok. Gravírovací plottery se nechají rozdělit na malé gravírky a gravírovací a rytecké plottery.

#### Malé gravírky
Malé gravírky jsou určeny pro výrobu jednoduchých štítků, návrh je vytvářen přímo v gravírce a stroj má omezené možnosti zpracování návrhu. Výhodou je krátká doba pro zpracování.

#### Gravírovací plottery
Gravírovací plottery nabízejí mnohem širší škálu funkcí díky dokonalejšímu technickému provedení. Návrh a výpočet trasy frézy je proveden počítačem mimo gravírku, a tudíž umožňuje zpracovat i složitější grafiku. Větší rozměry a tuhost umožňují porývat větší plochy (až 1000 mm x 1000 mm, nadstandardně i více). Stroj lze dokonce pomocí přísavek připevnit přímo na velkou gravírovanou plochu.

#### Laserové gravírky
Nejmodernější gravírky jsou laserové. Dělí se na několik druhů dle použitého laseru. Asi nejpoužívanější je druh laseru CO2, který umí gravírovat organické materiály jako dřevo, plast, sklo a kůže. Laser vyniká trvalostí výsledku, přesností, rychlostí a flexibilitou. Neexistují skoro žádná omezení v gravírované grafice. Výsledkem použití laserové technologie je přesný a trvalý popis, který lze odstranit pouze hrubou silou.
Popis laserem je v poslední době velmi oblíbené značení v reklamě, tato technologie postupně vytlačuje klasické gravírování, díky naprosto přesnému popisování a jeho trvanlivosti. Využití hledejme při umísťování loga na předměty ze dřeva, skla, plastů, gumy, kůže, umělé kůže, koženky a kovu (nože, vývrtky na víno, stojánky, dřevěná prkénka, tácy, přívěsky, otvíráky, rolery, zapalovače, apod.).
Gravírování pomocí laserové technologie představuje dokonalé propracování gravírovaného nápisu či grafiky, jak po technické, tak i po estetické stránce. Tato moderní laserová technologie je založena na odpaření materiálu nebo barvy do hloubky v řádu mikrometrů. Laserovým gravírováním je možno vytvořit do povrchu materiálu plastický ornament, nápis či logo. Hloubka gravírování je až do 1 mm.

#### Software
Gravírky ovládané počítačem potřebují pro vytvoření gravury její počítačový návrh. Ten může být vytvořen díky jazyku HPGL i v nespecializovaném grafickém editoru, ale lepších výsledků dosáhneme použitím speciálního softwaru.
Dělení softwaru:
- Programy, které neumožňují vlastní grafickou úpravu nebo pouze omezeně a pouze provádějí výpočet dráhy frézy v závislosti na jejích parametrech
- Programy umožňují vytvořit návrh, následně vypočítají dráhu frézy, a to včetně vybírání ploch („vybarvování“), přičemž je opět nutno znát parametry nabroušení frézy
- Univerzální software pro kreslení, řezání, tisk, jehož modul umožňuje také práci s gravurami a komunikaci s gravírovacím plotterem
- Software pro zpracovávání gravur z obrázků, například portrétů
- Software pro práci v tzv. 2,5D na výrobu tiskařských štočků - 2,5D znamená, že fréza umí plynule vytahovat rohy, či hrany
- Programy pro práci ve třech rozměrech (umožňují zpracovávat plastiky)

## Gravírovací nástroje
Gravírovací nástroje lze také rozdělit. Různé nástroje jsou vhodné pro různě tvrdé materiály, pro odřezávání, práci s drolivými materiály apod.
- Diamantový hrot je broušen do tvaru kužele proto, že se při gravírování netočí, pouze do materiálu ryje. Používá se např. do zlata, stříbra a nerezu, a to všude tam, kde je nutno vytvořit velmi jemnou rytinu. Napodobuje vlastně ruční rytí.
- Diamantový hrot se při gravírování může i točit a tvar nabroušení odpovídá vyosenému jehlanu, či kuželu. Používá se do skla, mramoru a podobných velmi tvrdých a křehkých materiálů.
- Diamantové korunky mají větší plochu gravírování a používají se do podobných materiálů jako diamantové hroty, pro vytvoření velikých obrazců.
- Půlené frézy jsou nejčastěji ocelové. Je to univerzální a nejpoužívanější gravírovací nástroj.
- Spirálová ostří se používají pro vyřezávání. Existují profilované, jednobřité do umělých hmot a vícebřité do tvrdých materiálů a do materiálů, které se zároveň drobí.

## Materiály použitelné pro gravírování
Pro materiál, do kterého chceme gravírovat, je důležité, aby byl dobře obrobitelný. Musí být tedy dostatečně tvrdý, aby se nenapékal na frézu a nebyly vytahovány okraje. Zároveň nesmí být příliš křehký, aby se neštípaly okraje (v takovém případě lze využít některý z diamantových hrotů.)

### Dělení materiálů
- Plasty jednovrstvé použijeme tehdy, má-li být nápis ještě následně vybarven. U vrstvených plastů tato nutnost odpadá. Vrchní vrstva se v tenké tloušťce (řádově setiny milimetru) nastříká na spodní, nebo se na ní navalí plastiková, nebo kovová fólie.
- Kovové materiály – Nejčastěji je používána mosaz polotvrdá, či tvrdá, tedy dobře obrobitelná, nejlépe obsahující olovo. Dále lze použít dural (hliník), opět polotvrdý, nebo tvrdý, elektrochemicky eloxovaný. Ve šperkařství se gravíruje i do zlata nebo stříbra.
- Pokud ale zachováme odpovídající řezné podmínky (např. vhodnou rychlost, použití chladicí kapaliny, použití odsávání třísek apod.), lze gravírovat do mnoha jiných materiálů.

## Stroje, provádějící popis komponent rozvaděčů

### Unica Gravograph

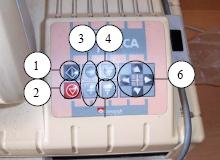
Ovládací panel stroje Unica Gravograph
1. Spuštění gravírování
2. Nouzové zastavení gravírovaní
3. Pohyb frézky po vertikální ose
4. Roztočení frézky
5. Nastavení nulové výšky (úroveň gravírovaného povrchu)
6. Pohyb frézky v osách x, y

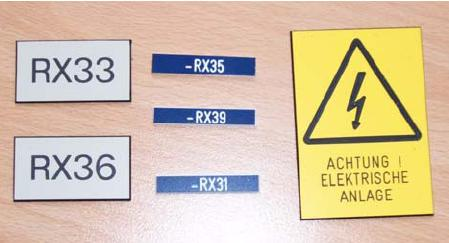
Ukázky štítků z Gravoplye, vyrobené Unicou

Unica Gravograph je stroj určený ke gravírování popisných štítků. Těmito štítky jsou označovány komponenty elektrických rozvaděčů. Popisek je vyfrézován do dvouvrstvého štítku z umělé hmoty, přičemž horní tenká vrstva má odlišnou barvu od spodní tlustší. Ve výsledku je například bílý text vyryt do červeného štítku. Štítek má tloušťku 1 – 1,5 mm, ale může to být i méně i více, záleží na momentálním typu štítku.
Stroj je ovládán pomocí klávesnice a ovládacího panelu. Má vlastní procesor a vnitřní paměť 512 kb. Před vlastním gravírováním je nutno zvolit správnou velikost frézy a upnout ji do hlavy frézky tak, aby přiměřeně vyčnívala z opěrky. Nejprve se z paměťové karty načte šablona štítku – jeho rozměr, písmo, velikost (některé znaky se musí načíst ze zvláštní karty – například varovné symboly). Šablona se edituje a vytvoří se požadovaný popisek. Návrh se odešle a stroj provede výpočet dráhy frézy. Do čelistí se upne štítek. Štítek je ve většině případů nutno upnout do středu – od rysky nuly po okraje štítků musí být na obě strany stejná vzdálenost. Nyní se pomocí ovládacího panelu spustí vlastní gravírování a štítek bude vytvořen. Klávesnice je obdobná jako u počítače, pouze psaní např. háčků, čárek apod. se musí zadat zvláštním kódem.

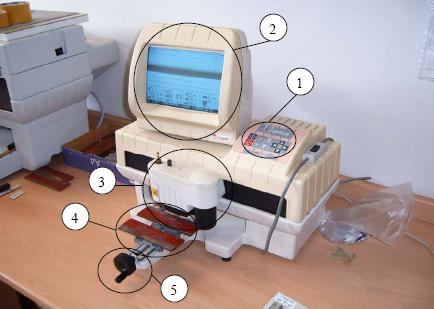
Unica Gravograph
1. Ovládací panel
2. Obrazovka
3. Hlava s gravírovací frézkou, umístěnou v opěrce
4. Čelisti pro uchycení štítku
5. Klička pro utahování čelistí

#### Materiály pro označení rozvaděčů

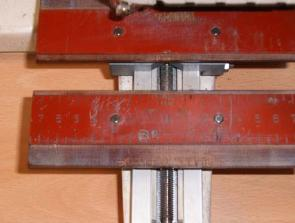
Nejpoužívanější univerzální pertinaxové čelisti

Neexistuje mnoho druhů materiálů určených ke gravírování. Jsou to například mosaz, hliník, měď, sklo a dále speciální syntetické materiály, jako například Gravofoil. Pro označování rozvaděčů se nejčastěji používá dvouvrstvý akrylonitrilbutadienstyren (ABS) Gravoply, určený pro použití v interiéru. Povrch je hladký a matný. Vrchní vrstva má tloušťku 0,005 mm. Možná teplota okolí se pohybuje v rozmezí 0 až +60 °C. (5) Existují desky rozměru 1220 × 610 mm, které je možno nechat rozřezat, anebo požadovaný tvar vyříznout gravírkou. Toto je ale možné až u gravírek, které umožňují ovládat frézu i ve vertikální ose z. Unica tuto funkci nemá.

##### Čelisti
Pro gravírování na specifické nebo speciální předměty lze použít k tomu určené čelisti svěráků. Pro upnutí malých destiček jsou určeny univerzální oboustranné pertinaxové čelisti. Lze použít též hliníkové. Jejich šířka je 152 mm. Větší hliníkové čelisti o šířce 240 mm se používají pro upnutí větších desek. Dále lze využít čelisti různých tvarů a materiálů pro gravírování na pera, příbory, plastové čelisti pro gravírování na hodinky, pečetidla, zavírací nože apod. Pro lepší přizpůsobení čelistí válcovým předmětům lze použít čelisti s přítlačnými deskami, hliníkové zlatnické čelisti pro řetízky, prsteny, medaile, čelisti na brýle, samostředící čelisti na řetízky, hliníkové čelisti o šířce 310 mm určené na velké desky. Dále se používají čelisti s přizpůsobitelným dorazem pro předměty nepravidelných tvarů, magnetické čelisti, čelisti s upínacími kolíky a jiné. K dostání jsou dokonce polotovary pertinaxových čelistí bez tvaru, na které se požadovaný tvar vyřízne přímo gravírkou.

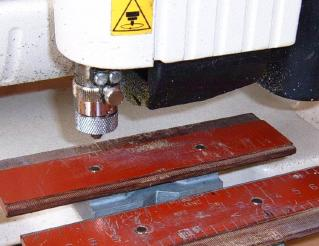
Ocelová opěrka, fréza z opěrky vyčnívá zespoda

##### Opěrky
Stejně, jako lze pro předměty různých tvarů a materiálů použít různé čelisti, používají se i různé druhy opěrek (nosů) frézy. Opěrka zajišťuje správnou hloubku gravírování. Lze jí ovlivnit tak, že fréza je na svůj náhon upnuta v žádané poloze. Hloubku gravírování pak určuje to, jak fréza vyčnívá z opěrky. Pro gravírování na plasty se používají ocelové opěrky, gravírování na skleněné a kovové povrchy se provádí za pomoci teflonových opěrek. Frézy mají různý průměr, a proto je třeba zvolit opěrku podle průměru frézy. Průměry se pohybují od 0,7 mm až po speciální opěrku určenou pro gravírování velkých ploch, jejíž průměr je 16 mm. Existují též výkyvné opěrky, určené pro gravírování na povrchy nepravidelných tvarů. Jiná speciální opěrka umožňuje tuhé, nerotační uchycení diamantového hrotu, s jejíž pomocí lze napodobit ruční rytiny. K tomuto účelu slouží rovněž nerotační hrot. Jelikož při větší hloubce gravírování nebo uřezávání tlustších desek vzniká velké množství třísek a ty mají snahu se napékat na frézu, existují též modifikace těchto opěrek s odsáváním.